# Leichtathletik-Weltmeisterschaften der Behinderten 1994/Teilnehmer (Singapur)
| stlisierte Goldmedaille | stlisierte Silbermedaille | stlisierte Bronzemedaille |
| ----------------------- | ------------------------- | ------------------------- |
| —                       | —                         | —                         |

Aus Singapur nahmen drei Frauen und fünf Männer an den Leichtathletik-Weltmeisterschaften der Behinderten 1994 teil.

## Ergebnisse

### Frauen
| Athletinnen         | Wettbewerb              | Vorlauf / Vorkampf | Vorlauf / Vorkampf | Halbfinale   | Halbfinale | Finale             | Finale |
| Athletinnen         | Wettbewerb              | Zeit / Weite       | Rang               | Zeit / Weite | Rang       | Zeit / Weite       | Rang   |
| ------------------- | ----------------------- | ------------------ | ------------------ | ------------ | ---------- | ------------------ | ------ |
| Zanariah Ahmaddilli | 100 m T35               | –                  | –                  | 19,26 s      | 4          | 19,22 s            | 8      |
| Zanariah Ahmaddilli | 200 m T35               | –                  | –                  | 42,75 s      | 5          | nicht qualifiziert | 9      |
| Ban Chien Lam       | 400 m T35               | –                  | –                  | –            | –          | 1:42,82 s          | 3      |
| Ban Chien Lam       | 800 m T37               | –                  | –                  | –            | –          | DQ                 | –      |
| Poh Eng Lim         | 100 m Rennrollstuhl T53 | –                  | –                  | 19,98 s      | 3          | 20,16 s            | 6      |
| Poh Eng Lim         | 200 m Rennrollstuhl T53 | –                  | –                  | 35,99 s      | 3          | 34,95 s            | 7      |
| Poh Eng Lim         | 400 m Rennrollstuhl T53 | –                  | –                  | 1:07,72 min  | 4          | 1:08,57 min        | 8      |
| Poh Eng Lim         | 800 m Rennrollstuhl T53 | –                  | –                  | 2:30,42 min  | 6          | nicht qualifiziert | 11     |

### Männer
| Athleten          | Wettbewerb              | Vorlauf / Vorkampf | Vorlauf / Vorkampf | Halbfinale         | Halbfinale | Finale             | Finale    |
| Athleten          | Wettbewerb              | Zeit / Weite       | Rang               | Zeit / Weite       | Rang       | Zeit / Weite       | Rang      |
| ----------------- | ----------------------- | ------------------ | ------------------ | ------------------ | ---------- | ------------------ | --------- |
| Jieh Kiang Lim    | 100 m T36               | –                  | –                  | 14,30 s            | 5          | nicht qualifiziert | 12        |
| Seow Hock Lek     | 200 m T33               | –                  | –                  | –                  | –          | 41,97 s            | 5         |
| Jieh Kiang Lim    | 200 m T36               | –                  | –                  | 29,57 s            | 5          | nicht qualifiziert | 12        |
| Seow Hock Lek     | 400 m T33               | –                  | –                  | 1:27,24 min        | 5          | 1:29,16 min        | 8         |
| Jieh Kiang Lim    | 400 m T36               | –                  | –                  | 1:09,16 min        | 6          | nicht qualifiziert | 10        |
| Maarof Syed Ahmad | 400 m T35               | –                  | –                  | 1:22,46 min        | 6          | nicht qualifiziert | 9         |
| Seow Hock Lek     | 800 m T33               | –                  | –                  | 2:53,21 min        | 3          | 2:51,47 min        | 6         |
| See Chong Tang    | 100 m Rennrollstuhl T52 | 17,45 s            | 4                  | –                  | –          | nicht qualifiziert | 15        |
| Derek Yzelman     | 100 m Rennrollstuhl T53 | –                  | –                  | 18,06 s            | 6          | nicht qualifiziert | 18        |
| See Chong Tang    | 200 m Rennrollstuhl T52 | 31,70 s            | 5                  | nicht qualifiziert | –          | –                  | 20        |
| Derek Yzelman     | 200 m Rennrollstuhl T53 | 32,77 s            | 5                  | nicht qualifiziert | –          | –                  | 26        |
| See Chong Tang    | 400 m Rennrollstuhl T52 | 1:00,31 min        | 7                  | nicht qualifiziert | –          | –                  | 19        |
| Derek Yzelman     | 400 m Rennrollstuhl T53 | 1:02,62 s          | 5                  | nicht qualifiziert | –          | –                  | 27        |
| Derek Yzelman     | 800 m Rennrollstuhl T53 | 2:12,94 s          | 5                  | nicht qualifiziert | –          | –                  | ca. 27–30 |
| Jieh Kiang Lim    | Speerwurf F36           | –                  | –                  | –                  | –          | 24,96 m            | 10        |